# Cybister cardoni
Cybister cardoni är en skalbaggsart som beskrevs av Severin 1890. Cybister cardoni ingår i släktet Cybister och familjen dykare. Inga underarter finns listade i Catalogue of Life.